# Beestenkwartet
Het Beestenkwartet is een kwartetspel, in 1970 ontworpen door illustrator Peter Vos.
Vos tekende het kwartetspel in anderhalve week tijd. In 2016 waren er meer dan 100.000 exemplaren van dit kwartetspel verkocht. Deze uitgave bracht Vos veel bekendheid.
Het spel bestaat uit 48 kaarten met afbeeldingen van dieren die met pentekening in zwart-wit waren opgetekend, met grappige namen als Schijtlijster, Snotaap, Sloddervos of Kloothommel.